# Maison Bonaparte
Maison Bonaparte (în corsicană și italiană Casa Buonaparte) este casa ancestrală a familiei Bonaparte⁠(d), în care s-a născut și a copilărit Napoleon I. Este situată pe Rue Saint-Charles din Ajaccio din insula franceză Corsica. Casa a fost aproape în permanență deținută de membrii familiei din 1682 până în 1923, când Napoléon Victor Bonaparte a donat-o guvernului francez. Din 1967 casa a devenit muzeu, axat pe prezentarea în special a familiei Bonaparte și mai puțin a lui Napoleon I. 

## Istoric

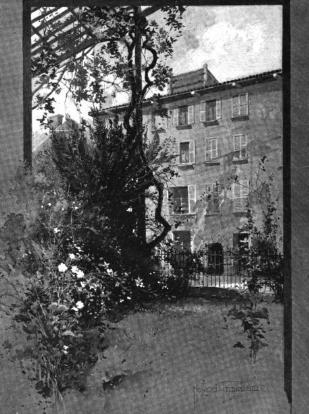
Schiță din 1895 a Casei Buonaparte

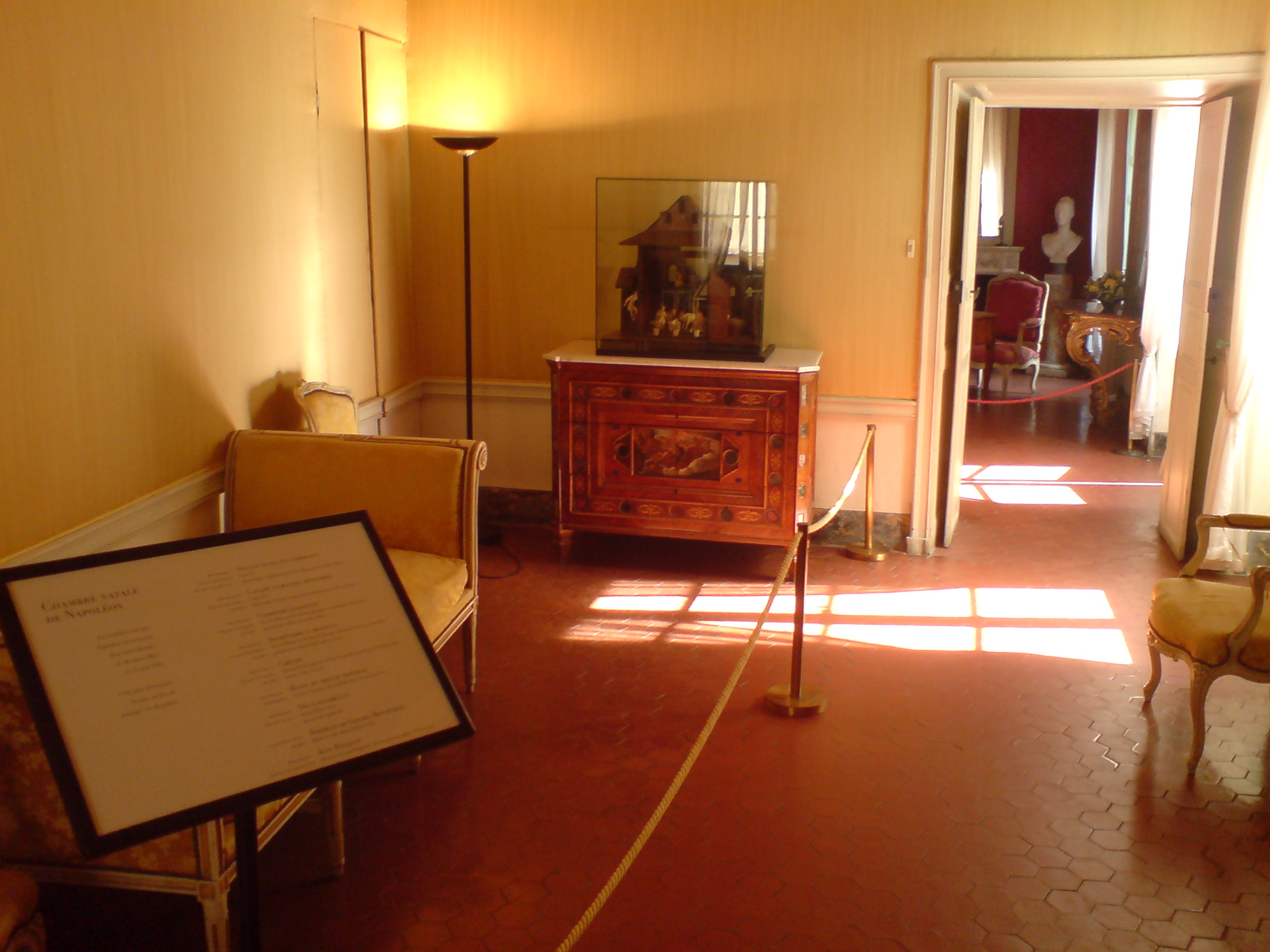
Camera în care s-a născut Napoleon Bonaparte în 1769

Casa este vechea Casă Bozzi, a unei importante familii feudale din Corsica. Casa era împărțită între diferite familii aparținând Casei de Bozzi. Stră-străbunicul lui Napoleon Bonaparte, Giuseppe Buonaparte, s-a căsătorit în 1682 cu Maria Colonna di Bozzi, care a primit ca dotă o jumătate din casă, de 160 m2, restul casei rămânând familiei Bozzi. Ulterior, urmașii lui Giuseppe au obținut și părțile rămase prin alte alianțe matrimoniale cu familia Bozzi și achiziții. Casa a fost extinsă și redecorată de Carlo Buonaparte după căsătoria sa cu Letizia Ramolino. Cu excepția lui Joseph Bonaparte, toți copiii lor s-au născut în Casa Buonaparte.
La opt ani după moartea din 1785 a lui Carlo Bonaparte, familia a intrat în conflict cu liderul naționalist, din ce în ce mai reacționar, Pasquale Paoli, susținut de britanici, și a fost forțată să fugă pe continent, în Franța. Adepții lui Paoli au jefuit și ars o mare parte a Casei Buonaparte. După sosirea amiralului Samuel Hood, casa a fost rechiziționată pentru depozite de furaje și armament, iar la etaje au fost cazați ofițeri britanici.
După retragerea din 1797 a trupelor britanice din Corsica, familia Bonaparte s-a întors la Casa Buonaparte și a început să o repare și să o remodeleze cu fonduri furnizate de Directorat familiilor care au rămas loiale Franței și au avut de suferit în urma ocupației britanice a Corsicii.

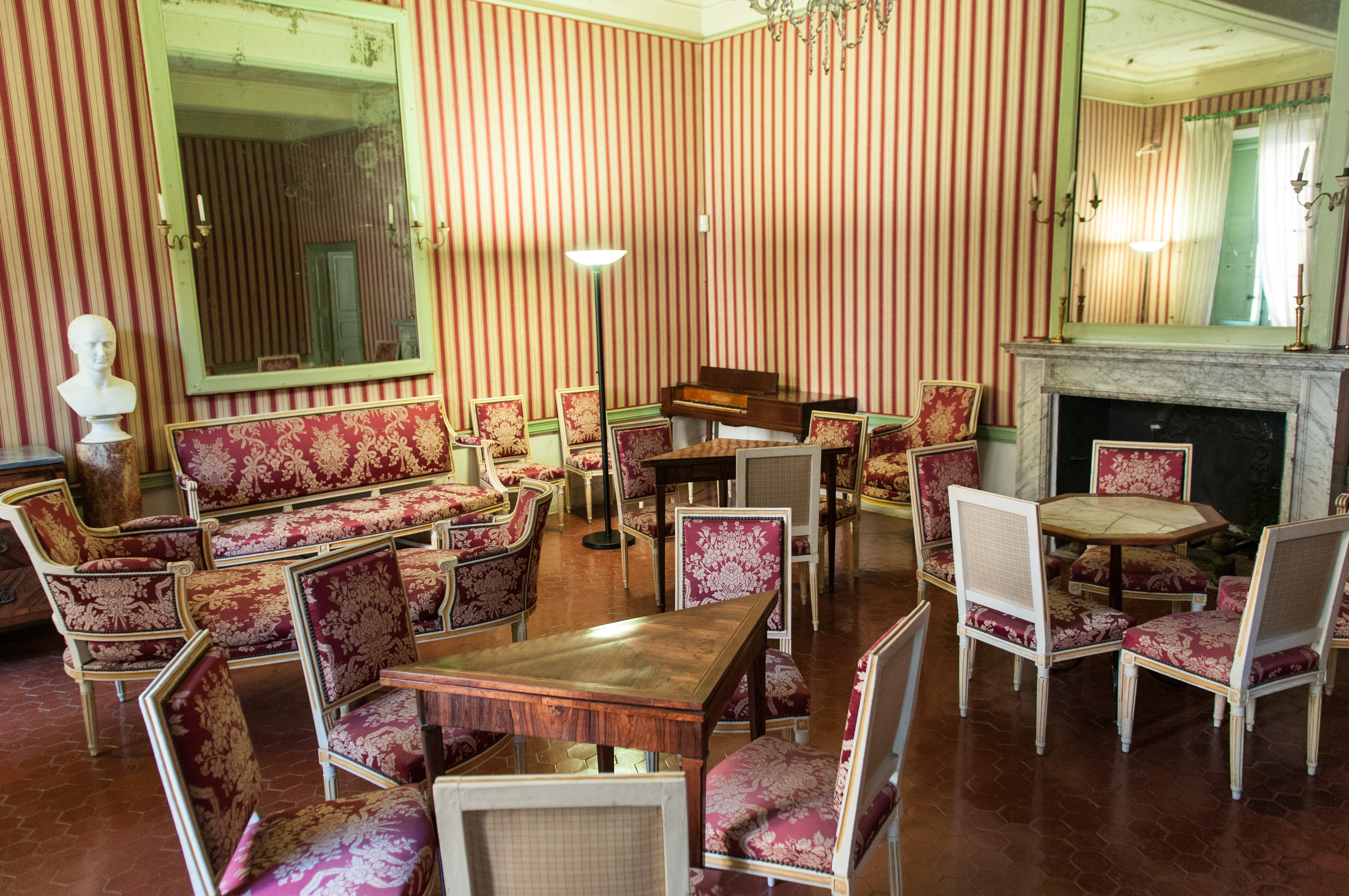
Salonul stil Directoire al Letiziei

Când familia Bonaparte a plecat din nou din Corsica, în 1799, casa a fost lăsată în grija doicii lui Napoleon, Camilla Ilari. Napoleon a lăsat moștenire casa vărului mamei sale, André Ramolino, care i-a dat în schimb propria sa casă Camillei. Mai târziu, Carlo Maria și apoi Joseph au luat în stăpânire casa, ultimul în urma unui proces cu André-Napoléon Lévie-Ramolino, care însă a primit mobilierul în stil Directoire cumpărat de Letizia. În 1852, fiica lui Joseph, Zénaïde a dat Casa Buonaparte lui Napoleon al III-lea și împărătesei Eugénie. Napoleon al III-lea a răscumpărat mobila Directoire a bunicii sale și a renovat și extins casa pentru a sărbători 100 de ani de la nașterea lui Napoleon. Mai târziu, Eugénie a transmis casa prințului Napoléon Victor Bonaparte, care în anul 1923 a donat-o guvernului francez. În 1967 casa a fost transformată în muzeu și declarată muzeu național.